# Carloforte
Carloforte, també conegut en lígur tabarquí com a U Pàize (literalment, ‘El País') és un municipi italià, situat a l'illa de Sardenya, concretament a la província de Sardenya del Sud dins la regió de Sulcis-Iglesiente. A l'illa de Sant Pietro, que és prou gran per a ser ocupada d'un sol municipi, es troba l'únic nucli urbà, i és a 10 km de la costa sarda. L'any 2004 tenia 6.488 habitants.

## Situació lingüística
Carloforte és una illa lingüística de la llengua lígur i es pot considerar un "poble de l'antiga Gènova", ja que l'illa de San Pietro, de poca distància de la costa sud-oest de Sardenya va ser colonitzada l'any 1739 per persones provinents de la localitat tunesina de Tabarca els avantpassats dels quals, al seu torn, venien anys enrere del poble genovès de Pegli i envoltants.

## Geografia
L'únic nucli habitat de l'illa, Carloforte, va ser un projecte de l'arquitecte piamontès Augusto de la Vallée. Hui dia els habitants de la ciutat, els carlofortini, encara romanen intacte el dialecte dels seus avantpassats lígurs que visqueren a Tabarka, i el diuen tabarkin. De fet, si bé es consideren com a ciutadans carlofortini (‘carlofortins', també es consideren una ètnia diferenciada, i es defineixen com a tabarkini (‘tabarquins').

## Economia
La principal font d'ingressos de la localitat ve de la pesca, el turisme i remeses de marins mercants d'arreu del món que atraquen a Carloforte. Hi ha un servei de ferry cada hora que connecta el poble amb la costa de Sardenya amb Portovesme, així com a amb Calasetta, un port pesquer a l'illa de Sant'Antioco.

## Administració
| Període | Identitat           | Partit        |
| ------- | ------------------- | ------------- |
| 2007-   | Agostino Stefanelli | Llista Cívica |

## Història

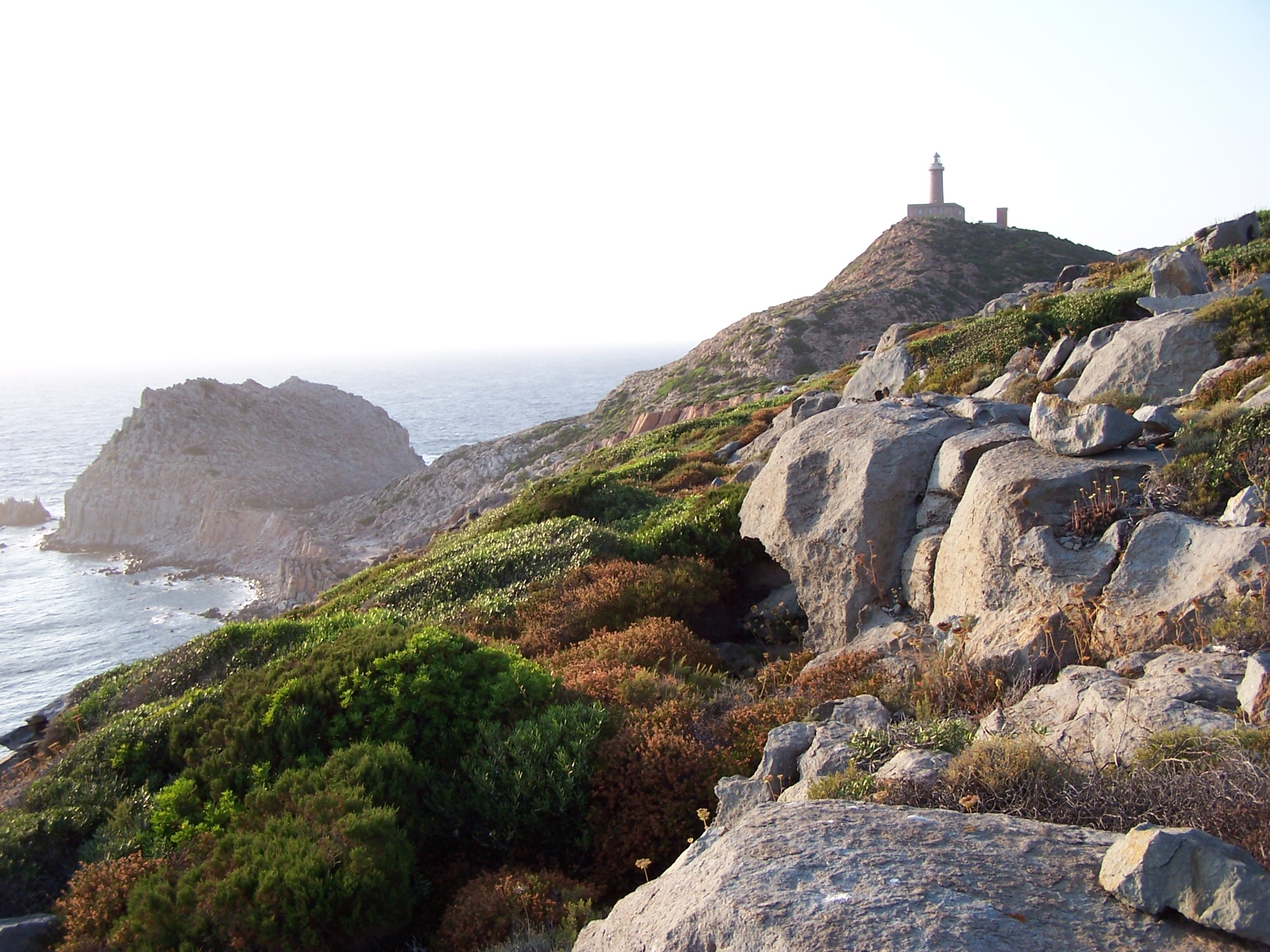
Capo Sandalo vist des del mirador prop del far.

L'origen més antic del poble, i de l'illa de San Pietro, podria remuntar-se a la Croada dels nens de 1212. La data de fundació d'una de les esglésies (Chiesa dei Novelli Innocenti) seria de principis del segle xiv, i va ser alçat suposadament en honor de centenars d'infants croats que han desaparegut en l'afonament d'una gal·lera tot just davant de les costes de l'illa, en el seu camí cap a l'Àfrica del Nord. En qualsevol cas, l'evidència històrica d'aquest esdeveniment és discutida entre els historiadors.
Els primers habitants de l'actual ciutat vingueren des de l'illa tunesina de Tabarka. Al seu torn, els avantpassats dels habitants d'aquesta illa vingueren l'any 1542 des de Pegli, així com de diverses viles de la costa ligur. Encapçalats per la família genovesa dels Lomellini, hi arribaren per a dedicar-se a la pesca, distribució i comerç de coral fins a l'any 1738; per aquest motiu a Carloforte es diuen a si mateixos com a «tabarquins».
L'any 1738 una part dels tabarquins, encapçalats per Agostino Tagliafico, acceptaren la proposta del rei Carles Manuel III de Sardenya de colonitzar l'illa de Sant Jordi, ençà despoblada; darrerament a Tabarka els corals s'havien esgotat força, de manera que la concessió dels Lomellini era cada vegada menys rendible, i hi havia cada vegada més conflictes amb els musulmans.
En honor del rei sard al territori se'l batejà Carloforte. Després d'una primera època complicada, per ser una àrea prou unsalubre, i per malalties, en breu la colònia aconseguí millorar les seues condiciones i hi prosperaren, sobretot amb l'arribada de més colons provinents de Tabarka, i d'un altre grup provinent de Ligúria. Una zona àmplia va ser aprofitada per a convertir-la en salines.
L'any 1798 va tenir lloc a Carloforte una incursió pirata: 900 tabarquins de Carloforte van ser capturats i venuts com a esclaus a Tunísia durant cinc anys, si bé van ser rescatats a poc a poc. No obstant això, la persecucció pirata hi continuà al llarg d'alguns anys, fins que el fenomen va ser reprimit a tot el Mediterrani. Com a testimoni de les incursions barbaresques, encara hi romanen restes de mur de defensa a l'illa, de dotacions fortificades, i diferents torres d'avistament.
Curiosament, Alacant i Carloforte comparteixen història, no sols perquè també a l'Alacantí es van fer a la seua planura murs de defenses, torres i emplaçaments fortificats per a defensar-se dels pirates barbarescs, sinó perquè una petita part de la població de Tabarka va poblar l'Illa Plana, rebatejant-la com a Nova Tabarca. No obstant això, els tabarquins es van integrar completament en la cultura i llengua valencianes, relacionant-se amb alacantins i il·licitans, mantenint els seus cognoms originals. En l'actualitat, els ajuntaments de les ciutats sarda i valenciana han acordat agermanar-se.
El 10 de novembre de 2004 es reconeix a Carloforte com a comune onorario de la Província de Gènova en virtud del llegats històrics, econòmics i culturals amb la capital lígur i, en particular, amb Pegli. L'any 2006 aquest reconeixement s'estengué a les viles veïnes de Calasetta, fundada pels tabarquins de Carloforte a l'illa veïna de Sant'Antiocco, on hi resideixen una població d'origen anàlog.
Una altra resta de població d'origen tabarquí es troba dispersa arreu del món, principalment a Génova i la seua costa lígur, a Gibilterra. A Buenos Aires també hi és una part important al districte de Boca.

## Llengua i cultura

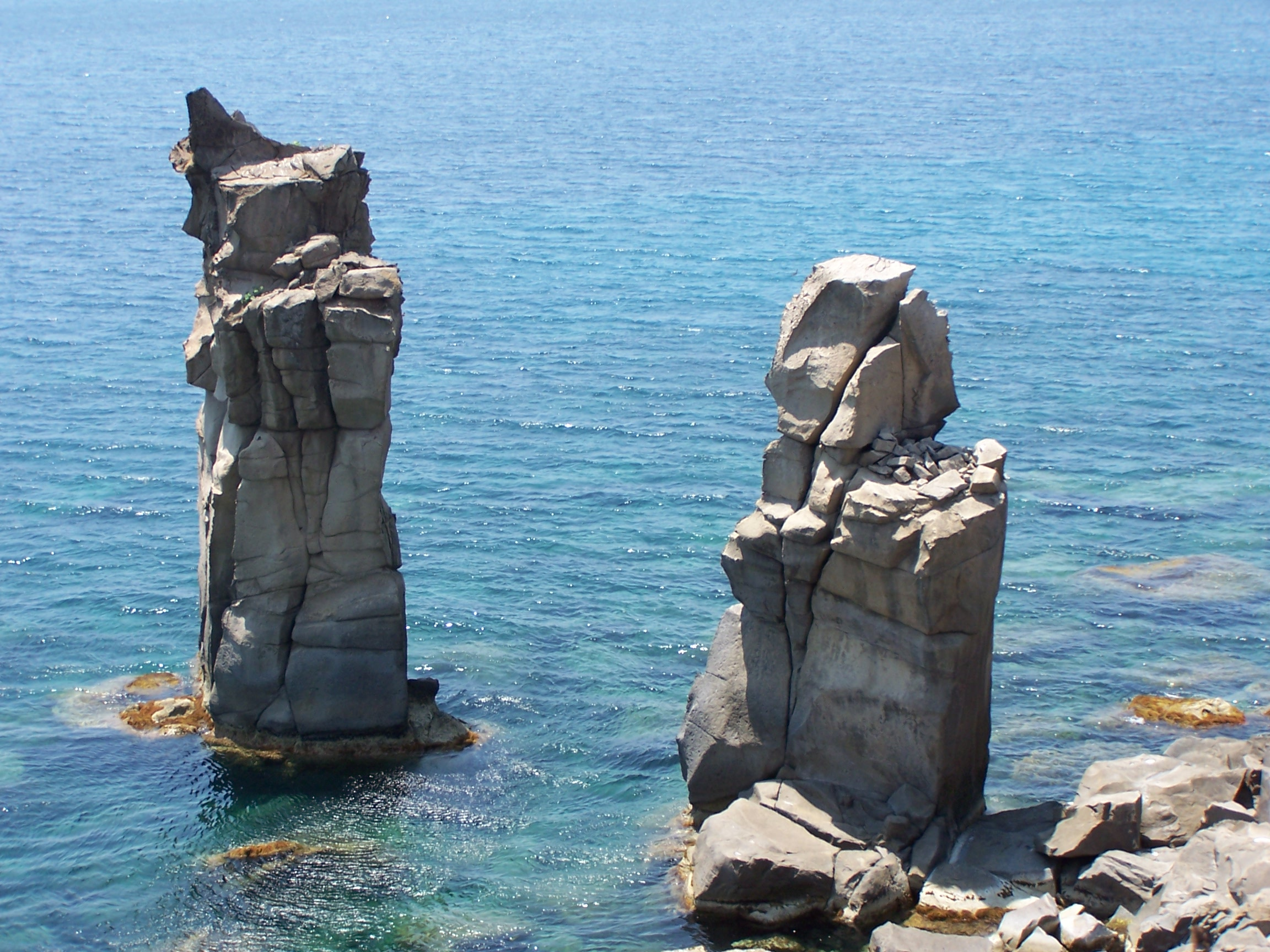
Farallons a la localitat de Colonne.

El dialecte tabarquí, amb pretensió d'utilitzar-lo en llengua escrita, s'origina directament del lígur al segle xvi, i en part ha tingut una evolució paral·lela amb les llengües lígur i genovesa, pel manteniment dels contactes amb la terra d'origen, al llarg de la permanència en Tunísia, així com per la colonització de l'illa de San Pietro, pel trànsit de persones i de comerç.
De fet, al port de Carloforte, per la seua posició estratègica, ha tingut a les primeries del segle xx una importància prou remarcable com a centre de navegació i de trànsit marítim de cabotatge. La llengua conserva com a dipòsit lingüístic alguns sustantius i formes gramaticals pròpies que es troben en desús al lígur genovès. No obstant això, altrament, al llarg del darrer segle el lígur genovès ha evolucionat amb gal·licismes.
Com a exemples de trets propis, la pèrdua de terms dialectals que no s'empren a l'Àfrica, com ara "gel", la "neu" i els "glaçons", que sí que existeix per a qualsevol italià; són també evidents l'adquiriment de paraules de menjar o de verdures tunesines en la gastronomia pròpia tabarquina. També d'altres conceptes de la cultura pròpia, com ara el cashcà, un derivat del cuscús tunesí, un plat popular de sèmola de dacsa, o bé la facussa (del tunesí faguss), unes postres particularment dolces.
L'accent del tabarquí típic és sobretot semblant al lígur parlat a Pegli i del ponent lígur, per tant ve del genovès pur. Com a influència lingüística externa, és d'assenyalar alguns sustantius d'origen sard, àrab, toscà, per ordre de riquesa aportada. La llengua tabarquina a Itàlia es troba entre aquelles que sovint s'utilitza a la població competent.